# Siège titulaire d'Abercornia
Abercornia est un siège titulaire de l'Église catholique romaine .
Il est situé dans le village écossais d'Abercorn (Écosse).
| Évêques titulaires d'Abercornia |                                 |                                                        |                 |                 |
| Ordre                           | Nom                             | Administration                                         | de              | à               |
| 1                               | Richard Charles Patrick Hanifen | Évêque auxiliaire de Denver ( Colorado, USA )          | 6 juillet 1974  | 10 octobre 1983 |
| 2                               | John Aloysius Mone              | Évêque auxiliaire de Glasgow ( Grande-Bretagne )       | 24 avril 1984   | 8 mars 1988     |
| 3                               | John Charles Dunne              | Évêque auxiliaire de Rockville Center ( New York, USA) | 21 octobre 1988 |                 |